# Spencer (Massachusetts)
Spencer es un pueblo ubicado en el condado de Worcester en el estado estadounidense de Massachusetts. En el Censo de 2010 tenía una población de 11.688 habitantes y una densidad poblacional de 132,7 personas por km².

## Geografía
Spencer se encuentra ubicado en las coordenadas 42°14′50″N 71°59′31″O / 42.24722, -71.99194. Según la Oficina del Censo de los Estados Unidos, Spencer tiene una superficie total de 88.08 km², de la cual 85.04 km² corresponden a tierra firme y (3.45%) 3.04 km² es agua.

## Demografía
Según el censo de 2010, había 11.688 personas residiendo en Spencer. La densidad de población era de 132,7 hab./km². De los 11.688 habitantes, Spencer estaba compuesto por el 96.24% blancos, el 0.63% eran afroamericanos, el 0.22% eran amerindios, el 0.72% eran asiáticos, el 0.07% eran isleños del Pacífico, el 0.87% eran de otras razas y el 1.24% pertenecían a dos o más razas. Del total de la población el 2.87% eran hispanos o latinos de cualquier raza.